# Daniel Carnevali
Daniel Carnevali (* 4. prosince 1946, Rosario) je bývalý argentinský fotbalový brankář.

## Klubová kariéra
Začínal v Argentině v týmu Rosario Central, dále chytal za tým Atlanta Buenos Aires a CA Chacarita Juniors. V roce 1973 přestoupil do Španělska do týmu UD Las Palmas, kde odchytal 6 ligových sezón. Po návratu do Argentiny v roce 1979 chytal za znovu za Rosario Central, dále jednu sezónu v kolumbijském týmú Atlético Junior Barranquilla a po návratu do Argentiny chytal za týmy Atlanta Buenos Aires, CA Colón Santa Fe a Central Córdoba Rosario. V Poháru osvoboditelů nastoupil v 6 utkáních. V Poháru UEFA nastoupil ve 4 utkáních. V roce 1980 vyhrál s Rosariem Central argentinský šampionát Nacional.

## Reprezentační kariéra
Za reprezentaci Argentiny nastoupil v letech 1972-1974 ve 26 utkáních, byl členem argentinské reprezentace na Mistrovství světa ve fotbale 1974, kde nastoupil v 5 utkáních.

## Ligová bilance
| Ročník                   | Zápasy | Góly | Klub          |
| ------------------------ | ------ | ---- | ------------- |
| Primera División 1973/74 | 27     | 0    | UD Las Palmas |
| Primera División 1974/75 | 34     | 0    | UD Las Palmas |
| Primera División 1975/76 | 31     | 0    | UD Las Palmas |
| Primera División 1976/77 | 34     | 0    | UD Las Palmas |
| Primera División 1977/78 | 34     | 0    | UD Las Palmas |
| Primera División 1978/79 | 34     | 0    | UD Las Palmas |
| CELKEM Primera División  | 194    | 0    |               |